# Écuras
Écuras (okzitanisch: Escuras) ist eine französische Gemeinde mit 542 Einwohnern (Stand: 1. Januar 2022) im Département Charente in der Region Nouvelle-Aquitaine. Sie gehört zum Arrondissement Angoulême, zum Kanton Val de Tardoire und zum Gemeindeverband Communauté de communes La Rochefoucauld-Porte du Périgord. Die Einwohner werden Écurassiens bzw. Écurassiennes genannt.

## Etymologie
Es wird angenommen, dass der Ortsname Écuras auf einen Gallorömer namens Scurrius zurückgeht. Zusammen mit der Nachsilbe -acum ergibt sich Scurriacum – das Anwesen des Scurrius. Ein anderer Deutungsversuch beruht auf dem Germanischen skur (Scheuer, Scheune, Stall), aus dem das gleich bedeutende Okzitanische escura, Französisch écurie hervorgegangen ist. Der Ortsname tritt recht häufig auf – so finden sich ein Escuras in der Dordogne, fünf Écures in der Charente, aber auch Hautes Écures und Le Moulin des Écures. Der Ortsteil Châtain-Besson bedeutet Zwillingskastanien (mit besson wird im Okzitanischen ein Zwillingspaar bezeichnet).

## Lage
Écuras grenzt an das Département Dordogne und liegt etwa 35 Kilometer östlich der Präfekturstadt Angoulême. Nach Montbron im Westsüdwesten sind es sechs, nach Montembœuf im Norden 15, nach Saint-Mathieu im Osten ebenfalls 15, nach Nontron im Süden 19, nach Confolens im Nordnordosten 38 und nach Limoges im Ostnordosten 56 Kilometer.
Umgeben wird Écuras von sechs Nachbargemeinden:
|          | Rouzède                                     | Roussines                 |
| Montbron | Kompassrose, die auf Nachbargemeinden zeigt | Busserolles (Dordogne)    |
|          | Eymouthiers, Bussière-Badil (Dordogne)      | Bussière-Badil (Dordogne) |

Zum Gemeindegebiet gehören folgende Ortsteile, Weiler, Gehöfte, Ziegeleien, Mühlen und Geländepunkte: Chassagne, Châtain-Besson, Chez Bonnet, Chez Cambrai, Chez Mathias, Coutellerie, Écuras, Empeyrat, Fontaubière, Germanas, L’Etanchon, La Borderie, La Font, La Montecaille, La Prèze, La Tuilerie, Le Bois de la Font, Le Chat, Le Maine Pachou, Le Moulin de Planchas, Le Moulin de Vergnas, Le Moulin du Maine Pachou, Le Triangle, Le Vallon, Les Boins, Les Brugeaux, Les Defaix, Les Forêts, Les Giligies, Les Limousines, Les Mines, Les Perrières, Les Pies, Perry, Puy d’Écuras, Puy de Chat, Rairie und Tuilerie de Rairie. Einige Ortsteile sind recht bedeutend, wie beispielsweise Châtain-Besson, in dem der Festsaal der Gemeinde steht. Le Chat ist eine niederländische Ferienkolonie.
Der topographisch tiefste Punkt der Gemeinde mit 111 Metern über N.N. befindet sich an der Tardoire im Westen bei Perry, der höchste Punkt mit 280 Metern über N.N. liegt bei La Prèze im Nordosten. Die maximale Höhendifferenz beträgt somit 169 Meter. Écuras selbst befindet sich auf 222 Meter und Châtain-Besson auf 234 Meter Meerhöhe.

### Verkehrsanbindung
Hauptverkehrsachse in der Gemeinde Écuras ist die in Nordostrichtung verlaufende D 699 von Montbron nach Saint-Mathieu. Das eingeschnittene Tal der Tardoire überwindet sie in mehreren Schleifen, tritt für 3 Kilometer in die Dordogne ein (Gemeinde Busserolles) und wechselt sodann ins Département Haute-Vienne (Gemeinde Maisonnais-sur-Tardoire).
Weitere das Gemeindegebiet querende Départementsstraßen sind die D 112, die D 163 und die D 416. Die D 112 (D 3 in der Dordogne) kommt von Bussière-Badil im Süden, durchzieht den Ortskern und läuft weiter nach Norden in Richtung Rouzède und Le Lindois. Die D 163 verbindet Eymouthiers mit Écuras und weiter mit Roussines und Massignac. Die D 416 ist eine Querverbindung von Rouzède nach Roussines, die den Nordrand der Gemeinde nur streift.
Durch das Tal der Renaudie führte einst die Bahnstrecke Angoulême–Montbron–Roumazières der Chemins de fer économiques des Charentes. Die Meterspurbahn begann hier ihren Anstieg auf das 353 Meter hohe Massif de l’Arbre.

### Fernwanderwege
Durch das Tal der Tardoire verläuft der GR-Fernwanderweg GR 4 von Royan nach Limoges und weiter nach Cannes/Grasse. Zwischen Perry und Le Moulin du Pachou streift er den Südwestrand des Gemeindegebiets. Der Südwestteil der Gemeinde wird außerdem vom GR de Pays Entre Angoumois et Périgord (Wanderweg, der das Angoumois mit dem Périgord verbindet) durchquert. Von Eymouthiers kommend zieht er durch Châtain-Besson in Richtung Rouzède.

## Hydrographie
Bestimmend für die Hydrographie der Gemeinde ist die gen Westen abfließende Tardoire, die im Südosten und Südwesten die Gemeindegrenze bildet. Sie hat sich über 100 Meter tief in das kristalline Grundgebirge eingeschnitten und mäandriert in ihrer Talung, wobei sie bei Empeyrat eine bedeutende Richtungsänderung von Südwest nach Nordwest vollzieht. Weiterhin von Bedeutung ist die Renaudie, ein rechter, 9 Kilometer langer Nebenfluss der Tardoire. Die nach Südwesten fließende Renaudie markiert die Nordwestgrenze der Gemeinde. Parallel zur Renaudie verlaufen vier kleinere Trockentäler, die ebenfalls rechtsseitig in die Tardoire öffnen.

## Geologie

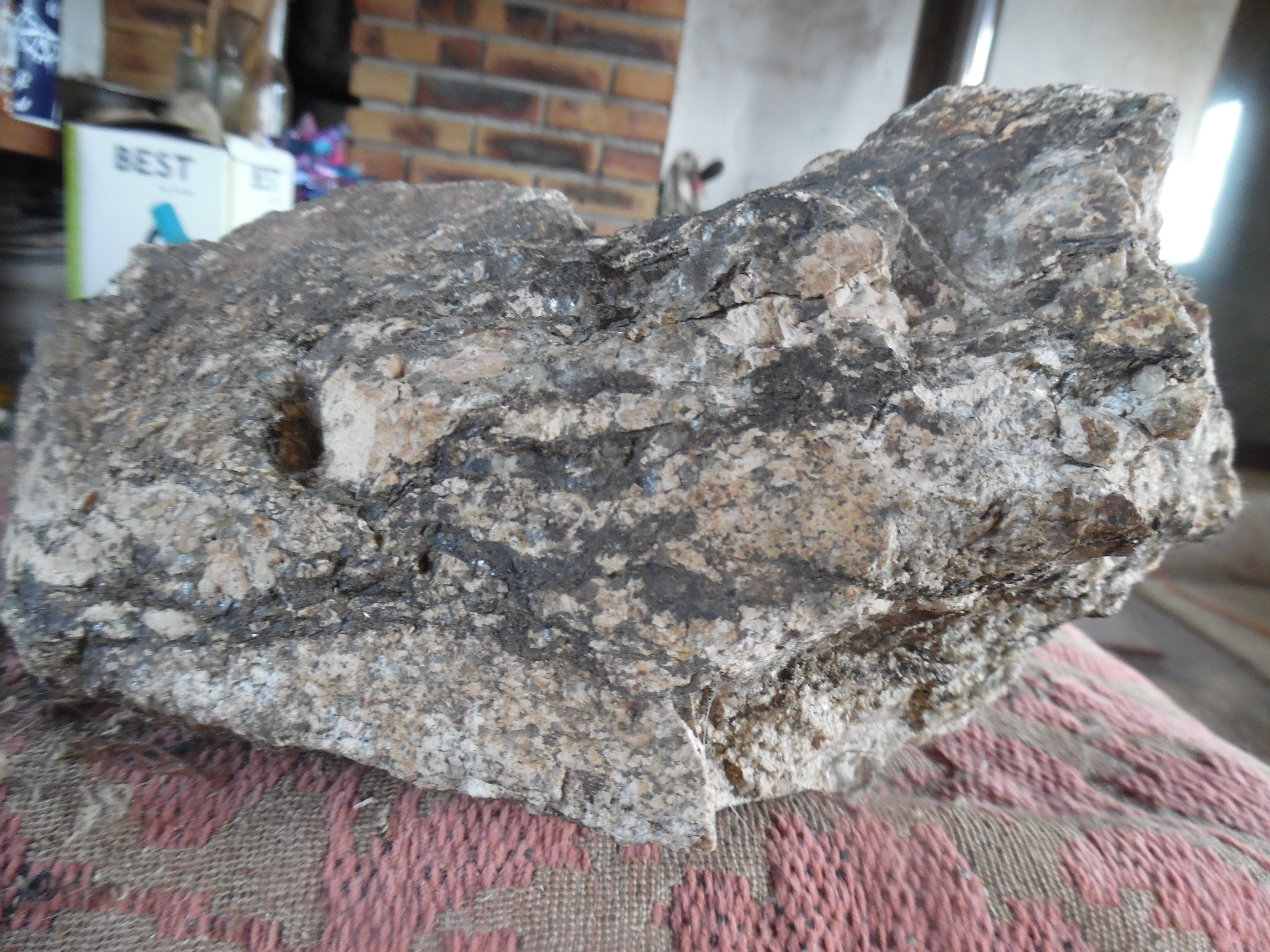
Metatexit aus der Nachbargemeinde Bussière-Badil

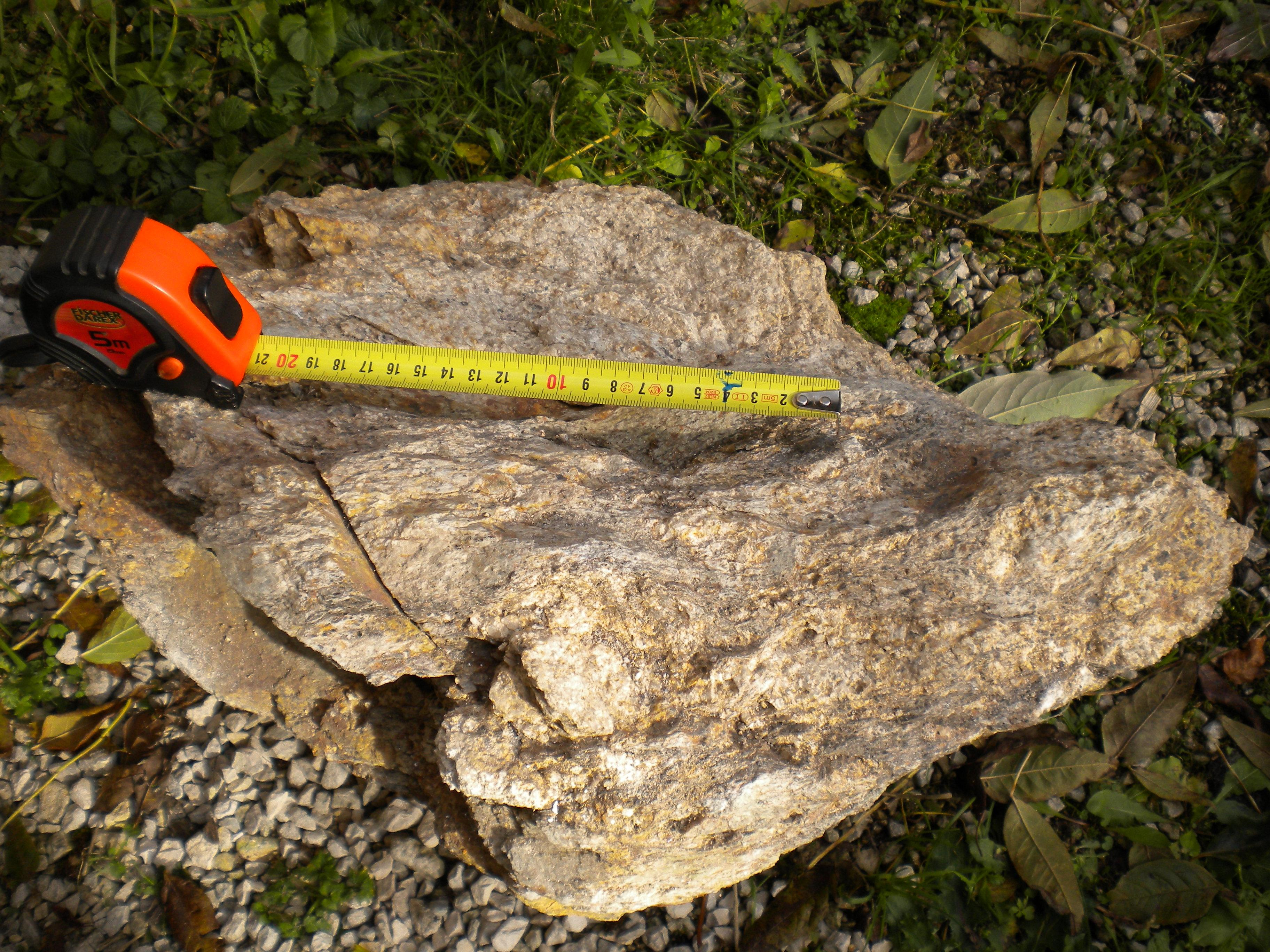
Stark tektonisierter Roussines-Leukogranit

Die Gemeinde Écuras wird überwiegend von metamorphem Variszikum des nordwestlichen Massif Central unterlagert, primär von Gneisen und den davon abgeleiteten Leukograniten. Die Gneise sind als migmatitische Paragneise ausgebildet, die dem parautochthonen Saint-Mathieu-Dom angehören. Ihr Alter ist sehr wahrscheinlich Ediacarium bzw. Kambrium. Die Paragneise haben das Feld der Anatexis erreicht und leukogranitische Schmelzen abgesondert, wobei der Anatexisgrad in Richtung Nordwesten zunimmt. Dieses Kontinuum beginnt mit der Absonderung von leukogranitischen Linsen, setzt sich über hektometrische Leukogranitzüge fort (als Champniers-et-Reilhac-Leukogranit und dessen koplanarer Fazies) und geht hin bis zum Erscheinen des Roussines-Leukogranits – alle Spezialfazies des Saint-Mathieu-Leukogranits. Der Roussines-Leukogranit ist im Tal der Renaudie aufgeschlossen und dürfte mit der mylonitischen Montbron-Störung (auch Le-Lindois-Störung) in Zusammenhang stehen – einer bedeutenden Scherzone im Grundgebirge.
Die Streichrichtung der migmatitischen Paragneise ist generell Nordost, kann aber auch auf Nordnordost oder Ostnordost drehen. Ihr Einfallen beträgt zwischen 30 und 65 Grad nach Nordwest. Konkordant eingeschaltet sind vielerorts Gänge oder Züge von Mikrograniten, Leukograniten, Lamprophyren und graphitreichen Schiefern. Manche Mikrogranit- und Lamprophyrgänge können die Foliation aber auch durchschlagen, wie der große Lamprophyrgang bei Villautrange an der Tardoire, der Südost streicht.
Das Grundgebirge wird punktuell von Sedimenten des nordöstlichen Aquitanischen Beckens transgrediert (beispielsweise bei Châtain-Besson, La Borderie, Perry und Tuilerie de Rairie). Hierbei handelt es sich um Unterjura – Hettangium (Arkosen und Dolomite), detritisches Pliensbachium und Toarcium (Tonsteine und Mergel).
Grundgebirge wie Sedimente werden überdies von kontinentalem Tertiär und pleistozänem Kolluvium verdeckt – so die Plateaufläche um Châtain-Besson und la Borderie. Die Talungen der Tardoire sind von holozänem Alluvium verfüllt.
Zwischen Chassagne und Perry wurden im ausgehenden 18. Jahrhundert silberhaltiger Bleiglanz und Pyrit in einem dezimeterstarken Quarz-Barytgang abgebaut.

## Ökologie
Das Tal der Renaudie ist unter der Bezeichnung Réserve naturelle régionale de la vallée de la Renaudie ein unter Schutz stehendes Naturreservat. Es fällt außerdem als Val de Tardoire unter Natura 2000.

## Geschichte
Bei La Borderie und bei Conan wurden römische Tegulae entdeckt – was womöglich auf die Anwesenheit gallorömischer Villen hindeutet.
Im Jahr 1281 wird Écuras als Escuras oder auch als Escuriis erwähnt. Dies änderte sich im 13. Jahrhundert zu Escurato.

## Sprachen
Die Gemeinde Écuras gehört zum okzitanisch sprechenden (Limousinisch) östlichen Abschnitt der Charente.

## Bevölkerungsentwicklung
| Jahr                       | 1962 | 1968 | 1975 | 1982 | 1990 | 1999 | 2009 | 2019 |
| Einwohner                  | 838  | 776  | 686  | 634  | 628  | 557  | 632  | 569  |
| Quellen: Cassini und INSEE |      |      |      |      |      |      |      |      |

Die Bevölkerungsentwicklung in Écuras ist generell rückläufig, hatte aber zwischen 1999 und 2006 einen leichten Aufschwung zu verzeichnen.

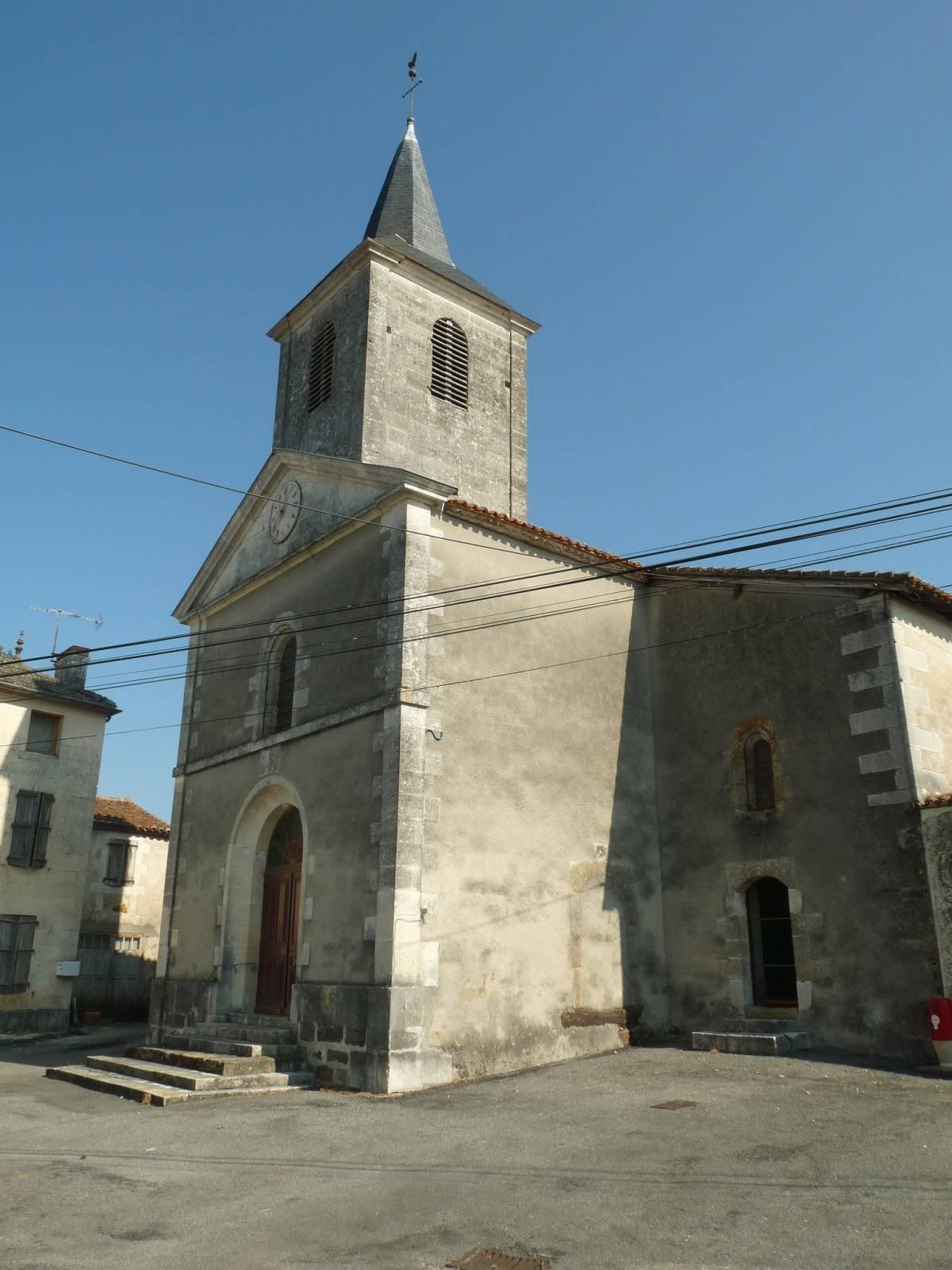
Kirche Saint-Étienne in Écuras

## Sehenswürdigkeiten
- Kirche Saint-Étienne in Écuras
- Ziegelei Gaillard vom Beginn des 20. Jahrhunderts in Rairie
- Niederländisches Feriendorf Le Chat
- Golfplatz von La Prèze an der Grenze zu Rouzède

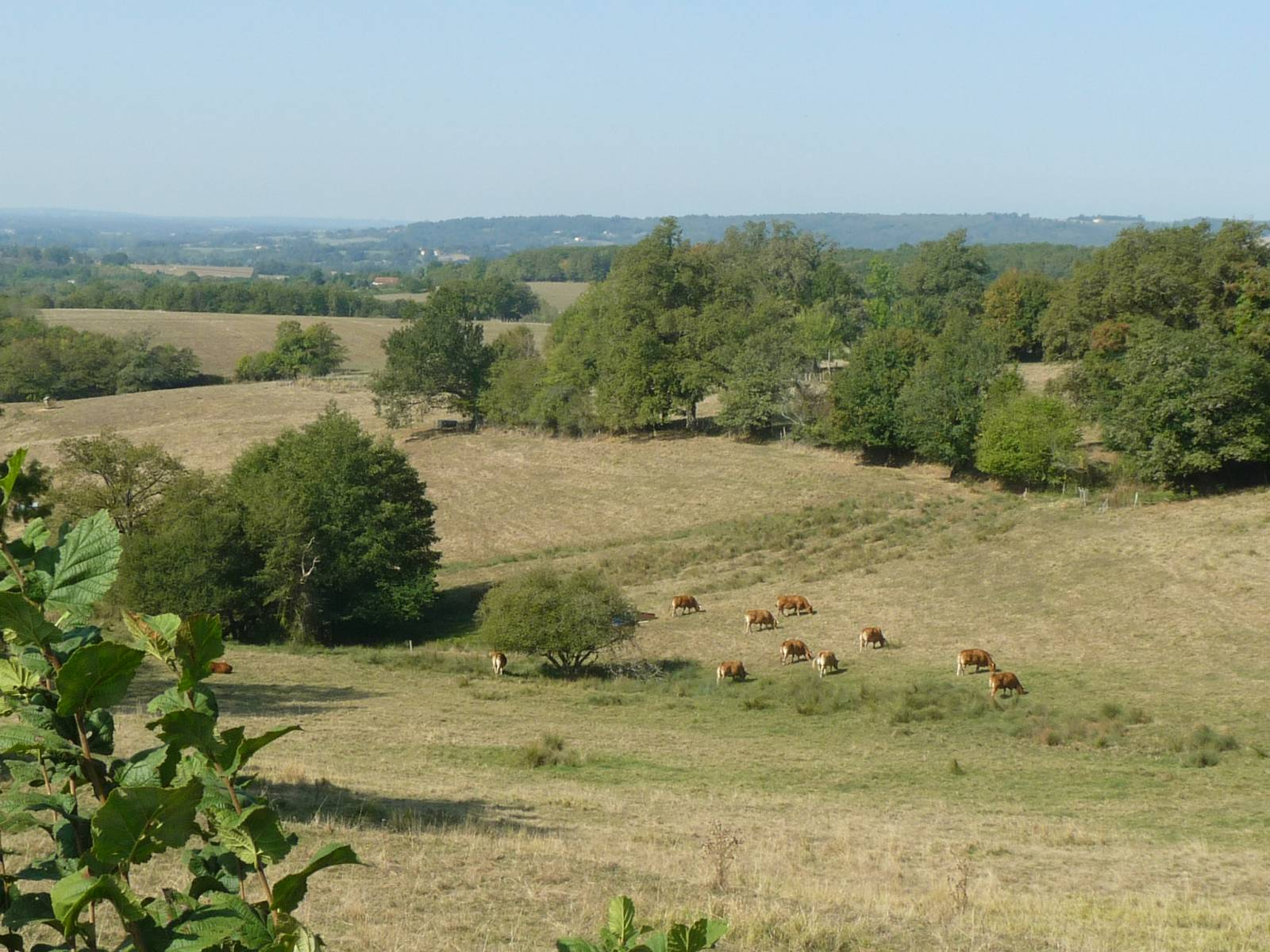
Landschaft bei Écuras
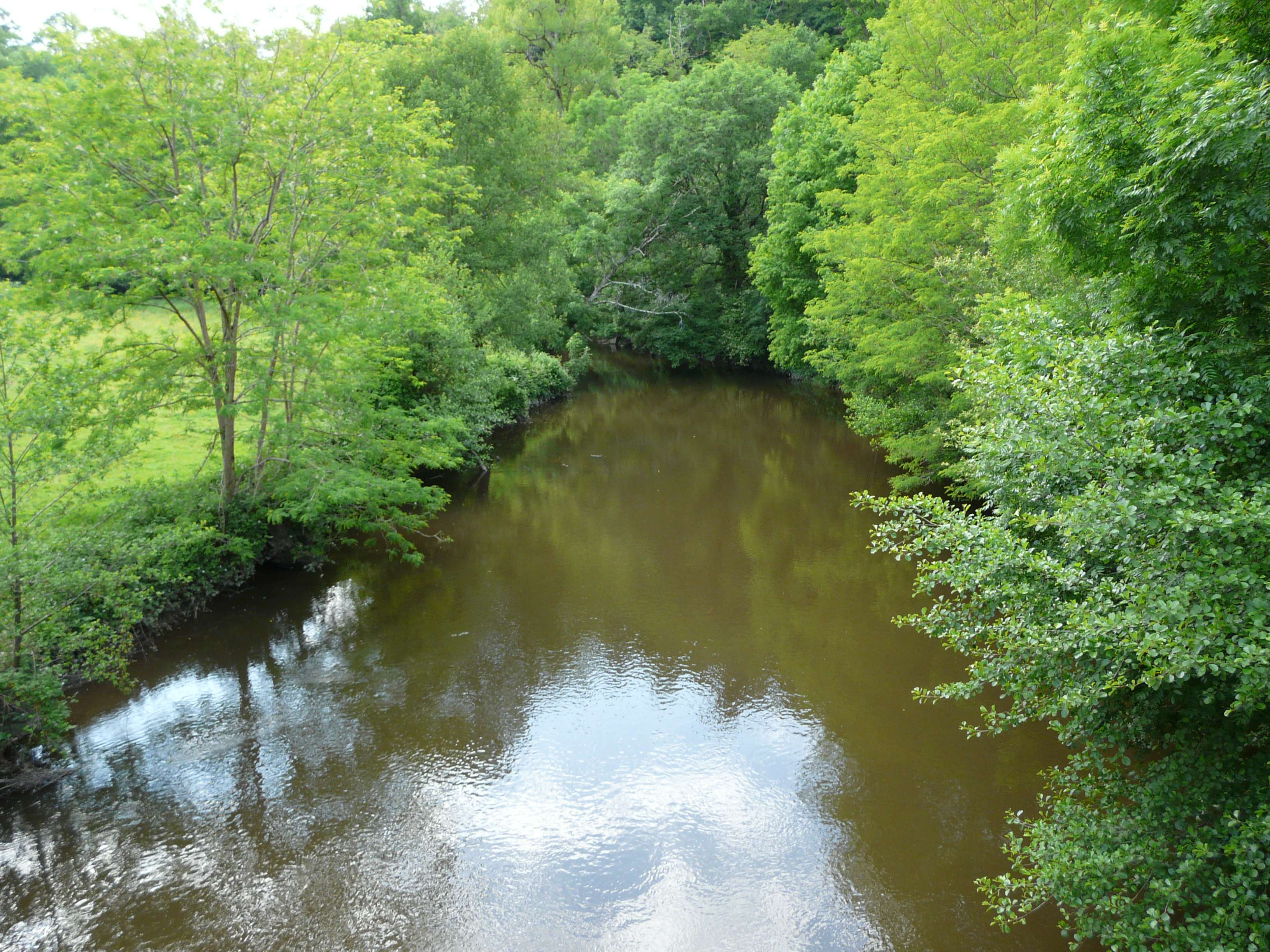
Die Tardoire an der D 112 nach Bussière-Badil
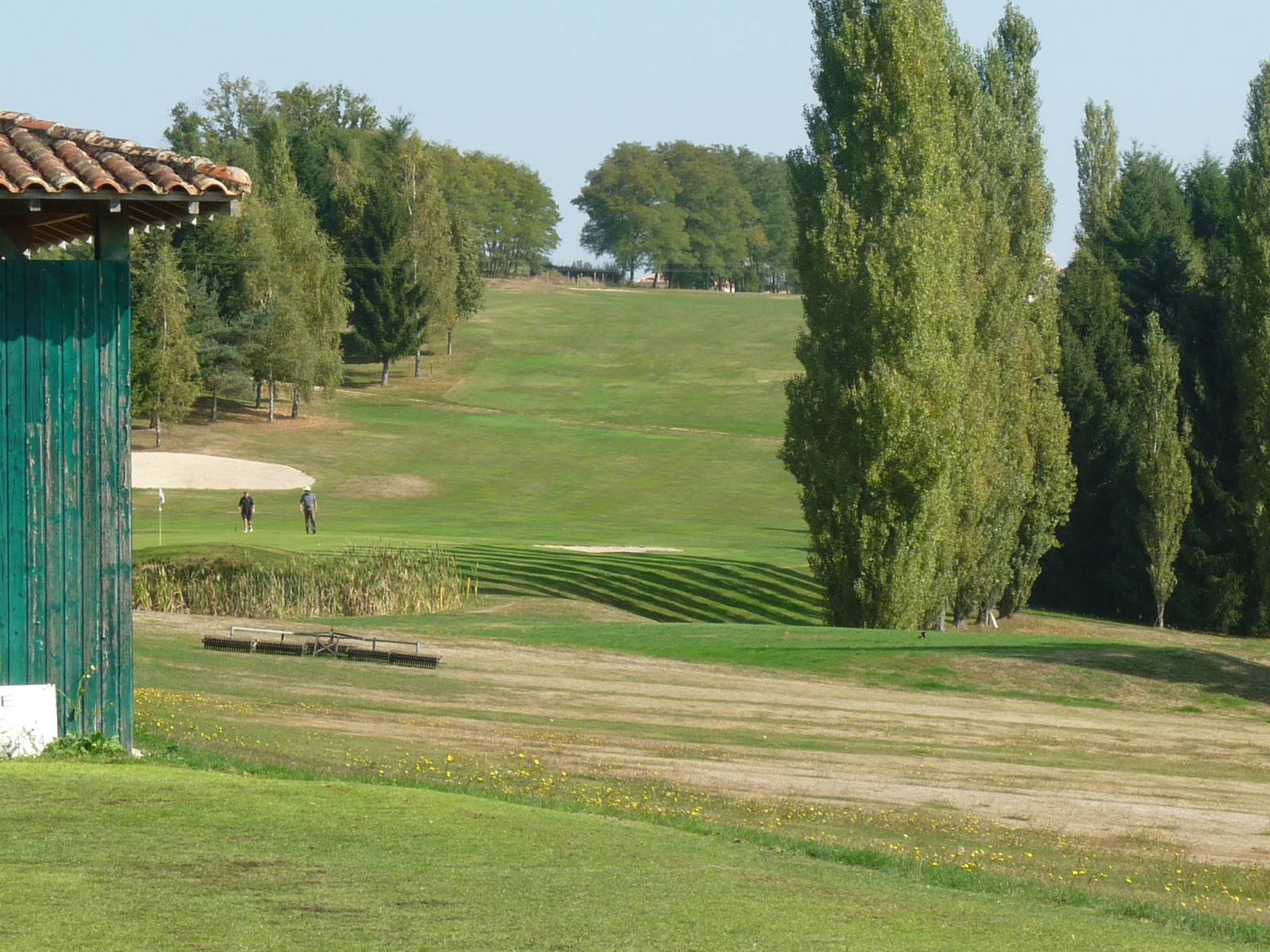
Golfplatz von La Prèze
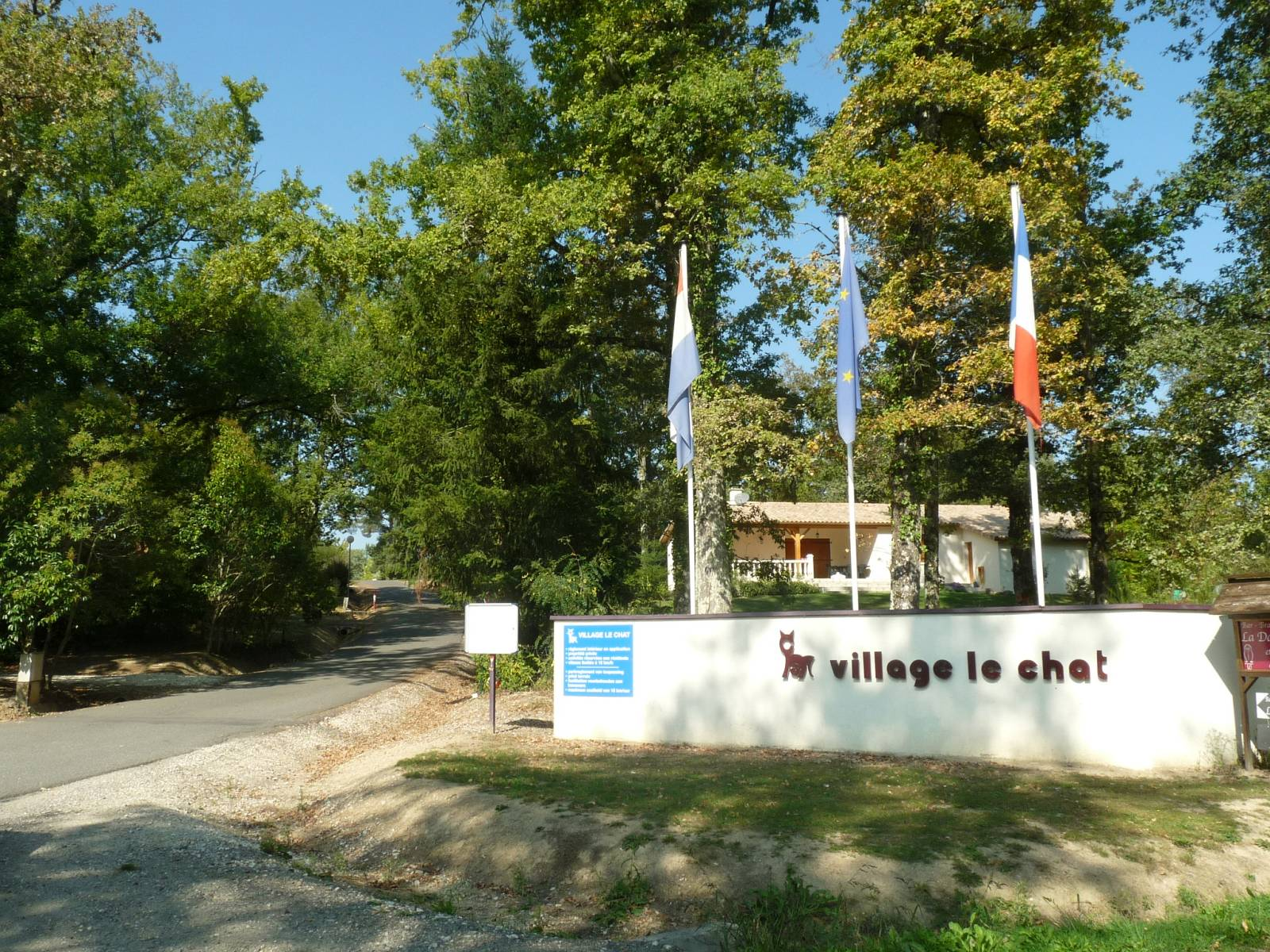
Niederländisches Feriendorf Le Chat
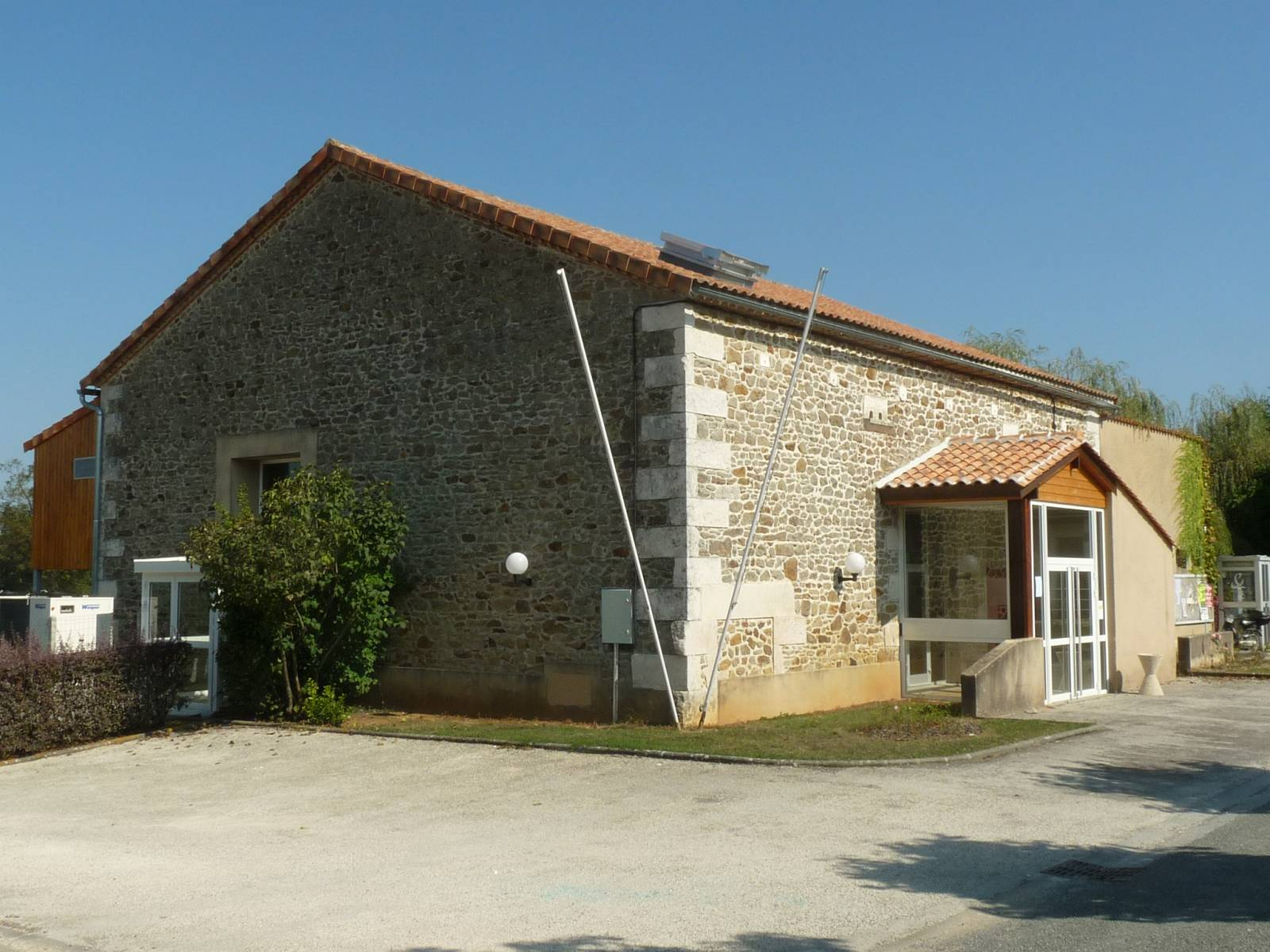
Festsaal in Châtain-Besson
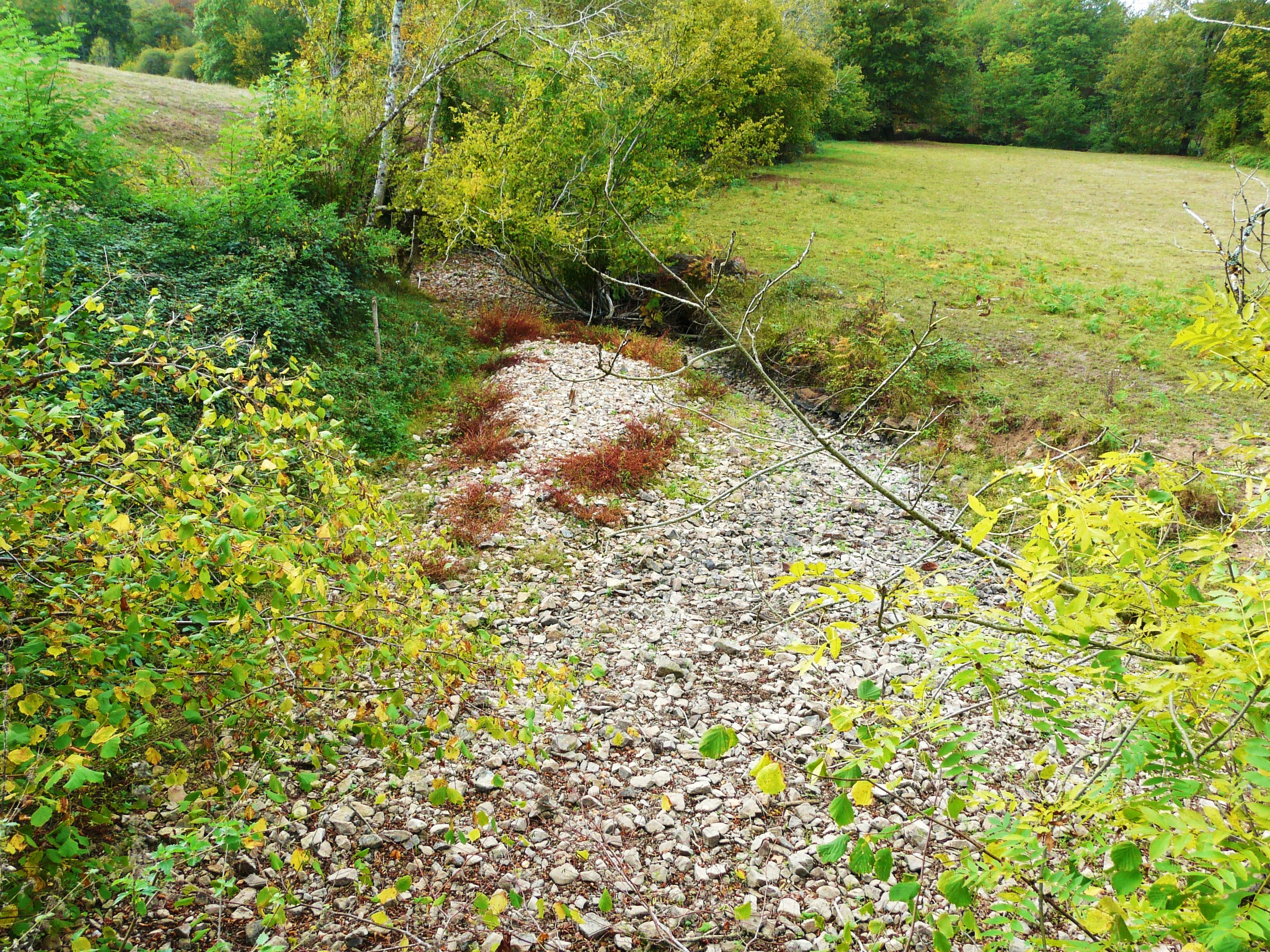
Ausgetrocknetes Tal der Renaudie